# Syndrome de Bartter
Le syndrome de Bartter est une maladie rare affectant l'anse de Henle, partie du néphron. La maladie se caractérise par une alcalose hypokaliémique (baisse du taux potassium sanguin), des taux élevés de rénine et d'aldostérone dans le plasma sanguin, une faible pression sanguine et une résistance vasculaire à l'angiotensine II.

## Description
Le syndrome de Bartter devient apparent avant la naissance, causant une augmentation du liquide amniotique, ce qui accroît le risque de naissance prématurée. Les personnes avec cette condition ne parviennent souvent pas à croître et à prendre du poids au rythme attendu. Elles perdent un montant élevé de chlorure de sodium dans leur urine, causant une déshydratation, de la constipation et une production élevée d'urine. Elles sont souvent aussi à risque d'ostéoporose causé par la perte importante de calcium dans leur urine, qui se dépose dans les reins, causant un durcicement des tissus renaux. La baisse du potassium sanguin peut causer fatigue, faiblesse et crampes musculaires. Aussi, les jeunes atteints de la maladie peuvent développer des troubles d'ouïe causés par un développement anormal de la structure des oreilles.
La maladie est premièrement décrite en 1962 par Frederic Bartter et ses collègues dans un papier portant sur la condition de deux patients.